# Fudbalski klub Rudar Kakanj
Il Fudbalski klub Rudar, conosciuto semplicemente come Rudar (K), è una squadra di calcio di Kakanj, una città nella Federacija (Bosnia ed Erzegovina).

## Nome
Rudar in bosniaco significa miniera, infatti a Kakanj vi è una miniera di carbone.

## Storia
Viene fondato il 29 febbraio 1920 come Športski klub Rudar Kakanj con presidente Ivan Kljujić. Nel 1928 figura come Radnički Športski Klub Rudar Kakanj con presidente Rudolf Potušek e, durante gli anni del Regno di Jugoslavia milita nei campionati minori delle leghe di Sarajevo e Visoko.
Nei primi anni della Jugoslavia socialista milita nei campionati repubblicani della Bosnia Erzegovina ed il primo risultato di rilievo è la vittoria nel 1961 del II gruppo bosniaco che dà diritto a partecipare agli spareggi-promozione per la seconda divisione: la sconfitta per 8-0 da parte dei Borovo (vincitori del girone della Slavonia) costa il posto all'allenatore Đorđe Detlinger, nonostante l'ottimo campionato disputato. Ma l'appuntamento con la promozione in Druga liga è solo rinviato di un anno: con il nuovo allenatore Miroslav Brozović vince la Međuzonska liga BiH e la squadra rimane nella categoria per quasi 10 anni – eccetto un "anno sabbatico" in terza divisione – e addirittura nel 1972 si qualifica per gli spareggi-promozione in Prva Liga ma viene sconfitto dai serbi del Bor. Nella stagione seguente viene retrocesso a causa della riforma dei campionati (la Druga liga passa da 4 a 2 gironi) ed il Rudar non tornerà più in seconda divisione. A fine anni '80 riesce a partecipare a tutte le edizioni della neoformata 3. Savezna liga, la terza divisione su base inter-repubblicana (dalla riforma del 1973 fino al 1988 ogni repubblica della Jugoslavia aveva un proprio girone di terza serie).
Dopo la dissoluzione della Jugoslavia milita nel campionato dei musulmani di Bosnia: la Prva liga NS BiH. Sebbene militi nella massima divisione non ottiene risultati di rilievo, ma nel 2000 riesce a qualificarsi alla Premijer liga BiH unificata, anche se il 18º posto (su 22) lo condanna alla retrocessione in Prva liga FBiH, la nuova seconda divisione della Federazione BiH.
Fino ad oggi milita ininterrottamente nella stessa divisione, sfiorando per 3 volte la promozione (solo la prima classificata passa nella massima divisione), stabilendo un piccolo record a livello nazionale di permanenza in seconda serie.

### Cronistoria
| Stagione                           | Campionato                                     | Campionato                                     | Campionato                                     | Campionato                                     | Coppa                                          |
| Stagione                           | Categoria                                      | Liv.                                           | Posizione                                      | Verdetti                                       | Coppa                                          |
| ---------------------------------- | ---------------------------------------------- | ---------------------------------------------- | ---------------------------------------------- | ---------------------------------------------- | ---------------------------------------------- |
| CAMPIONATI JUGOSLAVI               | CAMPIONATI JUGOSLAVI                           | CAMPIONATI JUGOSLAVI                           | CAMPIONATI JUGOSLAVI                           | CAMPIONATI JUGOSLAVI                           | Coppa di Jugoslavia                            |
| 1948                               | ???                                            |                                                |                                                |                                                | Primo turno                                    |
| 1952                               | BiH - Sarajevo                                 | II                                             |                                                | Eliminato 1º turno                             | n.q.                                           |
| 1952–53                            | BiH - Sarajevo                                 | II                                             | 5º su 10                                       |                                                | n.q.                                           |
| 1953–54                            | Republička liga BiH                            | III                                            | 3º su 10                                       |                                                | n.q.                                           |
| 1954–55                            | Republička liga BiH                            | III                                            | 9º su 10                                       |                                                | n.q.                                           |
| 1955–56                            | ???                                            |                                                |                                                |                                                | n.q.                                           |
| 1956–57                            | ???                                            |                                                |                                                |                                                | n.q.                                           |
| 1957–58                            |                                                | III                                            |                                                | Promosso dopo qualificazioni                   | n.q.                                           |
| 1958–59                            | Druga liga - Ovest                             | II                                             | 12º su 12                                      | Ritirato                                       | n.q.                                           |
| 1959–60                            |                                                |                                                |                                                |                                                | n.q.                                           |
| 1960–61                            | II zone BiH                                    | II                                             | 1º                                             | Perde gli spareggi-promozione                  | n.q.                                           |
| 1961–62                            | Međuzonska liga BiH                            | III                                            | 1º su 14                                       | Promosso in 2. Savezna liga                    | Sedicesimi                                     |
| 1962–63                            | Druga liga - Ovest                             | II                                             | 15º su 16                                      | Retrocede                                      | Sedicesimi                                     |
| 1963–64                            |                                                | III                                            |                                                |                                                | n.q.                                           |
| 1964–65                            | Druga liga - Ovest                             | II                                             | 7º su 16                                       |                                                | n.q.                                           |
| 1965–66                            | Druga liga - Ovest                             | II                                             | 15º su 18                                      |                                                | n.q.                                           |
| 1966–67                            | Druga liga - Ovest                             | II                                             | 10º su 18                                      |                                                | n.q.                                           |
| 1967–68                            | Druga liga - Ovest                             | II                                             | 12º su 18                                      |                                                | n.q.                                           |
| 1968–69                            | Druga liga - Sud                               | II                                             | 12º su 16                                      |                                                | n.q.                                           |
| 1969–70                            | Druga liga - Sud                               | II                                             | 5º su 16                                       |                                                | Ottavi                                         |
| 1970–71                            | Druga liga - Sud                               | II                                             | 5º su 16                                       |                                                | n.q.                                           |
| 1971–72                            | Druga liga - Sud                               | II                                             | 2º su 18                                       | Perde gli spareggi-promozione                  | n.q.                                           |
| 1972–73                            | Druga liga - Sud                               | II                                             | 13º su 18                                      | Retrocede per la riforma dei campionati        | n.q.                                           |
| 1973–74                            | Republička liga BiH                            | III                                            | 6º su 20                                       |                                                | Ottavi                                         |
| 1974–75                            | Republička liga BiH                            | III                                            | 5º su 18                                       |                                                | n.q.                                           |
| 1975–76                            | Republička liga BiH                            | III                                            | 11º su 18                                      |                                                | n.q.                                           |
| 1976–77                            | Republička liga BiH                            | III                                            | 3º su 18                                       |                                                | Ottavi                                         |
| 1977–78                            | Republička liga BiH                            | III                                            | 2º su 18                                       |                                                | n.q.                                           |
| 1978–79                            | Republička liga BiH                            | III                                            | 4º su 16                                       |                                                | n.q.                                           |
| 1979–80                            | Republička liga BiH                            | III                                            | 3º su 16                                       |                                                | n.q.                                           |
| 1980–81                            | Republička liga BiH                            | III                                            | 2º su 16                                       |                                                | n.q.                                           |
| 1981–82                            | Republička liga BiH                            | III                                            | ???                                            |                                                | Sedicesimi                                     |
| 1982–83                            | Republička liga BiH                            | III                                            | 3º su 16                                       |                                                | Sedicesimi                                     |
| 1983–84                            | Republička liga BiH                            | III                                            | 8º su 16                                       |                                                | n.q.                                           |
| 1984–85                            | Republička liga BiH                            | III                                            | 3º su 16                                       |                                                | n.q.                                           |
| 1985–86                            |                                                |                                                |                                                |                                                | n.q.                                           |
| 1986–87                            |                                                |                                                |                                                |                                                | n.q.                                           |
| 1987–88                            | Republička liga BiH                            | III                                            | 2º su 18                                       | Ammesso alla neoformata 3. Savezna liga        | n.q.                                           |
| 1988–89                            | Treća liga - Sud                               | III                                            | 6º su 18                                       |                                                | n.q.                                           |
| 1989–90                            | Treća liga - Sud                               | III                                            | 2º su 18                                       |                                                | n.q.                                           |
| 1990–91                            | Treća liga - Sud                               | III                                            | 14º su 18                                      |                                                | n.q.                                           |
| 1991–92                            | Treća liga - Ovest                             | III                                            | 9º su 18                                       | Abbandona il sistema calcistico jugoslavo      | n.q.                                           |
| CAMPIONATI DEI BOSGNACCHI          | CAMPIONATI DEI BOSGNACCHI                      | CAMPIONATI DEI BOSGNACCHI                      | CAMPIONATI DEI BOSGNACCHI                      | CAMPIONATI DEI BOSGNACCHI                      | Kup NS BiH                                     |
| 1992–1994                          | Non in attività a causa della guerra in Bosnia | Non in attività a causa della guerra in Bosnia | Non in attività a causa della guerra in Bosnia | Non in attività a causa della guerra in Bosnia | Non in attività a causa della guerra in Bosnia |
| 1994–95                            | Prva liga NS BiH                               | I                                              | 5º su 6                                        |                                                | ???                                            |
| 1995–96                            | Prva liga NS BiH                               | I                                              | 6º su 16                                       |                                                | ???                                            |
| 1996–97                            | Prva liga NS BiH                               | I                                              | 8º su 16                                       |                                                | ???                                            |
| 1997–98                            | Prva liga NS BiH                               | I                                              | 13º su 16                                      |                                                | ???                                            |
| 1998–99                            | Prva liga NS BiH                               | I                                              | 3º su 16                                       |                                                | ???                                            |
| 1999–00                            | Prva liga NS BiH                               | I                                              | 4º su 16                                       | Ammesso alla Premijer liga                     | Ottavi                                         |
| CAMPIONATI DELLA BOSNIA ERZEGOVINA | CAMPIONATI DELLA BOSNIA ERZEGOVINA             | CAMPIONATI DELLA BOSNIA ERZEGOVINA             | CAMPIONATI DELLA BOSNIA ERZEGOVINA             | CAMPIONATI DELLA BOSNIA ERZEGOVINA             | Coppa di Bosnia                                |
| 2000–01                            | Premijer liga                                  | I                                              | 18º su 22                                      | Retrocede in 1.liga                            | Sedicesimi                                     |
| 2001–02                            | Prva liga FBiH                                 | II                                             | 4º su 16                                       |                                                | n.q.                                           |
| 2002–03                            | Prva liga FBiH                                 | II                                             | 5º su 20                                       |                                                | Ottavi                                         |
| 2003–04                            | Prva liga FBiH                                 | II                                             | 4º su 16                                       |                                                | n.q.                                           |
| 2004–05                            | Prva liga FBiH                                 | II                                             | 3º su 16                                       |                                                | Sedicesimi                                     |
| 2005–06                            | Prva liga FBiH                                 | II                                             | 2º su 16                                       |                                                | Ottavi                                         |
| 2006–07                            | Prva liga FBiH                                 | II                                             | 2º su 16                                       |                                                | n.q.                                           |
| 2007–08                            | Prva liga FBiH                                 | II                                             | 3º su 16                                       |                                                | Sedicesimi                                     |
| 2008–09                            | Prva liga FBiH                                 | II                                             | 2º su 16                                       |                                                | n.q.                                           |
| 2009–10                            | Prva liga FBiH                                 | II                                             | 4º su 16                                       |                                                | Sedicesimi                                     |
| 2010–11                            | Prva liga FBiH                                 | II                                             | 10º su 16                                      |                                                | n.q.                                           |
| 2011–12                            | Prva liga FBiH                                 | II                                             | 4º su 16                                       |                                                | Ottavi                                         |
| 2012–13                            | Prva liga FBiH                                 | II                                             | 4º su 16                                       |                                                | n.q.                                           |
| 2013–14                            | Prva liga FBiH                                 | II                                             | 4º su 16                                       |                                                | n.q.                                           |
| 2014–15                            | Prva liga FBiH                                 | II                                             | 8º su 16                                       |                                                | n.q.                                           |
| 2015–16                            | Prva liga FBiH                                 | II                                             | 9º su 16                                       |                                                | Ottavi                                         |
| 2016–17                            | Prva liga FBiH                                 | II                                             | 4º su 16                                       |                                                | Ottavi                                         |
| 2017–18                            | Prva liga FBiH                                 | II                                             | 7º su 16                                       |                                                | n.q.                                           |
| 2018–19                            | Prva liga FBiH                                 | II                                             |                                                |                                                | Ottavi                                         |

## Stadio
Disputa le partite casalinghe allo Stadion Pod Vardom (=stadio sotto Varda), Varda è il quartiere di Kakanj ove si trova il campo di gioco. La capienza è di 4568 posti ed è in erba naturale. Talvolta è chiamato anche Stadion Rudara.